# Carmelitas Samaritanas del Corazón de Jesús
Las Carmelitas Samaritanas del Corazón de Jesús (C.S.C.J.) son un instituto religioso fundado a partir de la Orden de los Carmelitas Descalzos por la religiosa Olga Maria del Redentor en Valladolid (España).

## Conventos
Actualmente las C.S.C.J cuentan con tres conventos:
- Monasterio del Corazón de Jesús y San José, Viana de Cega
- Monasterio del Corazón de Jesús y San José, Éibar
- Monasterio del Corazón de Jesús y Nuestra Señora de la Fuencisla, Segovia